# Nervus tibialis

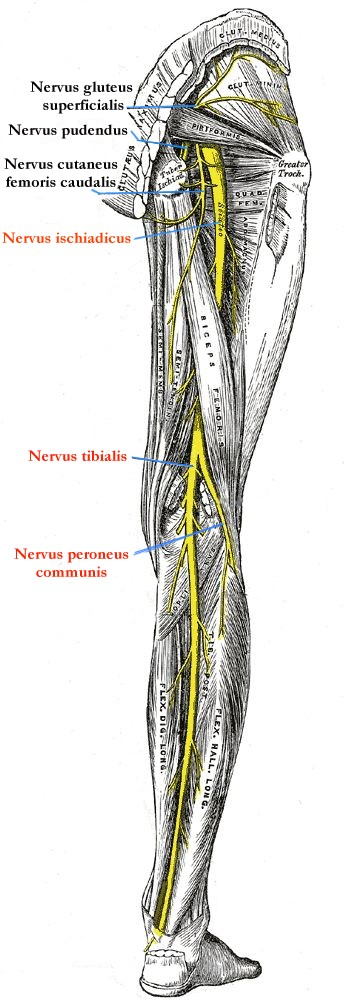
Nervus tibialis des Menschen

Der Nervus tibialis (Schienbeinnerv) ist einer der beiden Hauptäste des Nervus ischiadicus.

## Nervenverlauf
Am Oberschenkel entsendet der Nervus tibialis (oder bereits der Nervus ischiadicus) Äste an einige Oberschenkelmuskeln:
- Musculus biceps femoris (ausschließlich Caput longum; Caput breve wird durch den N. peroneus (fibularis) communis innerviert)
- Musculus semitendinosus
- Musculus semimembranosus

Anschließend zieht er zur Kniekehle, von dort in die Wade zwischen die Köpfe des Musculus gastrocnemius und entsendet Muskeläste zur motorischen Innervation an:
- Musculus gastrocnemius
- Musculus soleus
- Musculus plantaris
- Musculus popliteus
- Musculus tibialis posterior (bei Tieren: Musculus tibialis caudalis)
- Musculus flexor digitorum longus (bei Tieren: Musculus flexor digitorum medialis)
- Musculus flexor hallucis longus (bei Tieren: Musculus flexor digitorum lateralis).

Bei den Tieren innerviert er auch den Musculus flexor digitorum pedis superficialis.
Der fortlaufende Hauptstamm des Nervus tibialis gibt noch einen Ast zur sensiblen Versorgung der Haut der Wade, den Nervus cutaneus surae medialis (bei Tieren: Nervus cutaneus surae caudalis) ab, der sich mit dem Ramus communicans des Nervus cutaneus surae lateralis zum Nervus suralis vereinigt, und zieht dann am Fersenhöcker (Tuber calcanei) vorbei zur Fußsohle. Da der Nervus suralis relativ oberflächlich unter der Haut des Unterschenkels liegt und eine Entnahme nur einen geringen Verlust von Sensibilität zur Folge hat, wird er häufig als Interponat zur Überbrückung größerer Nervendefekte verwendet.
An der Innenseite des Sprunggelenks zieht der Nerv mit der Vena und Arteria tibialis posterior durch den Tarsaltunnel und kann hier eingeengt werden (Tarsaltunnelsyndrom).

## Aufteilung in zwei Plantarnerven
Im Bereich des Tarsaltunnels oder darunter liegt die Bifurkation, die Aufteilung des Nervus tibialis in die beiden Fußäste
- Nervus plantaris lateralis und
- Nervus plantaris medialis.

Diese Aufteilung liegt im Mittel 1 – 2 cm oberhalb der Spitze des Innenknöchels im Tarsaltunnel, kann aber auch erst bis zu 3 cm unterhalb oder bereits bis zu 14 cm oberhalb der Innenknöchel-Spitze erfolgen.
Die Plantarnerven übernehmen die sensible Versorgung der Fußsohle und die motorische Innervation der kurzen Zehenmuskeln. Die Nervenzweige, die zwischen den Mittelfußknochen zu den Zehen ziehen, können gelegentlich von einer Neuralgie betroffen sein, die man als Morton-Neuralgie (Interdigitalneuralgie) bezeichnet.

## Fersennerven
Im Bereich der Bifurkation des Nervus tibialis in die beiden Plantarnerven im Bereich des Tarsaltunnels hinter dem Innenknöchel entspringen auch mehrere Fersennerven:
Dabei ist der Nervus calcaneus inferior meist einzeln angelegt und entspringt in den meisten Fällen als erster Ast dem Nervus plantaris lateralis. In etwa 10 % entspringt er aber bereits höher direkt aus dem Nervus tibialis. Selten wurde auch ein gemeinsamer Abgang des Nervus calcaneus inferior und des Nervus calcaneus medialis aus dem Nervus tibialis beobachtet. Der Nervus calcaneus inferior zieht in der Regel medial des Musculus quadratus plantae und seitlich (lateral) des Musculus abductor hallucis, den er innerviert, zur Fußsohle (plantarwärts). Danach schwenkt er nach lateral und verläuft unterhalb (plantarseitig) des Processus medialis des Fersenbeins und oberhalb (dorsal) des Musculus flexor digitorum brevis weiter zur Fußaußenseite hin, wo er in der Regel noch den Musculus abductor digiti minimi innerviert. Das sensible Innervationsgebiet des Nerven umfasst das mediale Periost des Processus medialis des Fersenbeins, die Plantarfaszie und die Haut an der Fußsohle im Fersen- und Mittelfußbereich sowie am Innenknöchel.
Im Bereich der Plantarfaszie kann es zu einem Nervenkompressionssyndrom kommen, das als Baxter-Neuropathie beschrieben wurde, weshalb der Nervus calcaneus inferior im Englischen auch manchmal „Baxter nerve“ genannt wird.
Der Nervus calcaneus medialis ist in 38 % einzeln, in 46 % doppelt angelegt, selten auch mehrfach. Er befindet sich im Tarsaltunnel in der Regel hinter und oberhalb des Nervus calcaneus inferior und ist dicker. In einer anatomischen Studie zeigte sich, dass der Nervus calcaneus medialis in 64 % direkt aus dem Nervus tibialis oberhalb der Bifurkation abgeht, selten direkt auf der Höhe der Bifurkation und in 27 % aus dem Nervus plantaris lateralis entspringt. Als Höhe der Abtrennung wurde ein Bereich zwischen 1 cm unterhalb und 3 cm oberhalb der Innenknöchelspitze angegeben. Der Nervus calcaneus medialis ist in der Regel ein rein sensibler Nerv für die Innenseite des Rückfußes und das Längsgewölbe, ohne motorische Innervation. Selten übernimmt er die Innervation des Musculus abductor hallucis, auf dem er oberflächlich verläuft, vom Nervus calcaneus inferior.

## Tibialislähmung
Bei einer Lähmung des Nervus tibialis kann ein Mensch sich nicht mehr auf die Zehen stellen, da die Wadenmuskeln und die Zehenbeuger ausfallen. Es resultiert ein Krallen- und Hackenfuß.
Außerdem geht die Sensibilität an den o. g. Gebieten verloren.
Bei Tieren äußert sich eine Tibialislähmung in gestreckten Zehen und gebeugtem Sprunggelenk.